# Nazar (amulet)

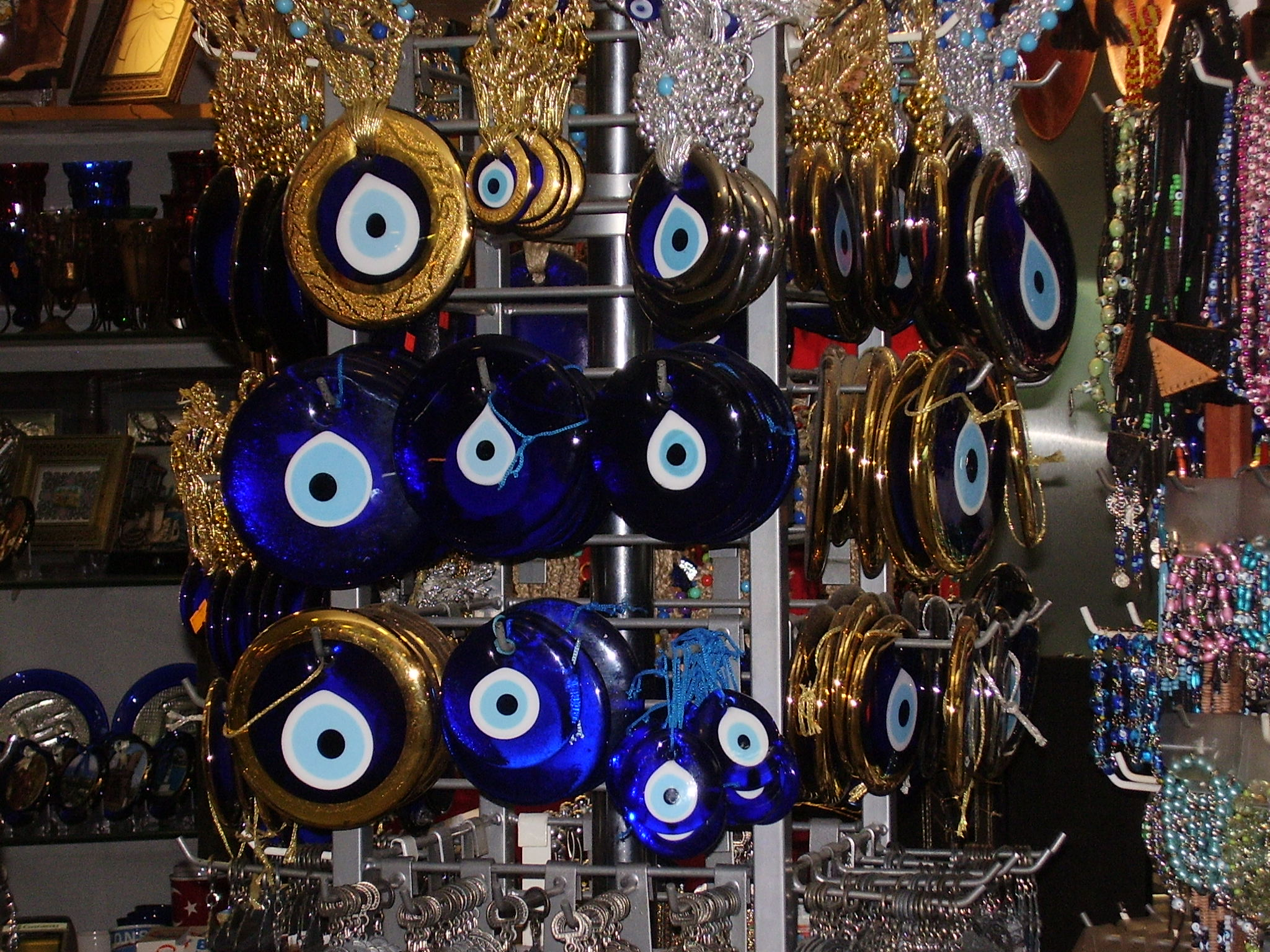
Nazar: "Blauwe ogen" in de Turkse bazaar

Een nazar is een amulet in de vorm van een oog.
Het woord nazar komt oorspronkelijk uit het Arabisch (نظر) en betekent "blik". De term komt ook voor in het Azerbeidzjaans,  Hebreeuws, Bengaals, Hindi–Urdu, Pasjtoe, Perzisch, Punjabi, Koerdisch en Turks.
In het Turks heet dit voluit een nazar boncuğu of nazar boncuk (nazar: "boze oog", en boncuğu: amulet).
In het Perzisch heet het ook wel cheshm nazar (چشم نظر) of nazar qurbāni (نظرقربانی).
In Suriname wordt er onder Hindostanen een vergelijkbare term genaamd najar gebruikt, terwijl je onder Afro-Surinamers een soortgelijk afweermiddel kan vinden in het ogri ai krara (ogri ai: "boze oog", en krara: kraal).
In Iran, India en Pakistan wordt ook de slagzin Chashm-e-Baddoor (چشمِ بد دور, चश्म-ए-बददूर) gebruikt om boze ogen af te weren.
In het volksgeloof hebben mensen met helderblauwe ogen een ongelukbrengende blik. Een evenzeer 'blauw oog' wordt geacht als tegenmiddel te werken en de boze blik af te wenden.
Nazars tegen het boze oog worden in de Oriënt graag aan de kleren van kleine kinderen bevestigd, hangen er overal als amulet aan de achteruitkijkspiegel van taxi's en vrachtwagens, of dienen als versiering aan een sleutelhanger. Men vindt ze echter ook aan de ingang van veestallingen. Wanneer zo een "Oog" kapotgaat, neemt men aan dat het zijn dienst verricht heeft en een boze blik afgewend, en wordt het snel door een nieuw exemplaar vervangen.
Een nazar-amulet wordt meestal gemaakt uit gekleurd glas. Dikwijls heeft het de vorm van een druppel. Kleinere exemplaren zien er eerder uit als parels en grotere als platte schijven. Wat een nazar kenmerkt zijn de kleuren: van buiten naar binnen zijn er concentrische cirkels: donkerblauw, lichtblauw, wit en zwart. (Tussen het wit en het zwart zit soms nog een gele rand.) Wegens de overwegend blauwe kleur heet het dikwijls "het blauwe oog". Een andere naam is "oog van Fatima", genoemd naar de jongste dochter van de profeet Mohammed. In het Nabije Oosten en in Noord-Afrika wordt het beschermende teken Hamsa of de hand van Fatima dikwijls gecombineerd met een nazar.

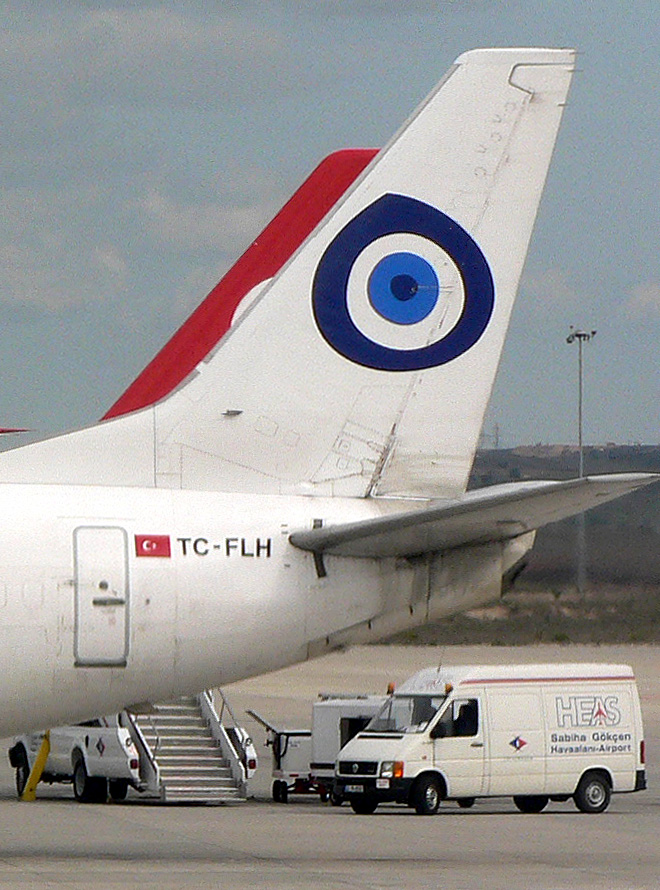
De nazar boncuk als logo van de luchtvaart- maatschappij Fly Air

Nazarparels worden in alle formaten en uitvoeringen, van naaldkop- tot bordgrootte in de bazaars en souvenirwinkels verkocht. De kleine varianten worden als sieraad gedragen en de grote exemplaren worden goed zichtbaar aan de muur gehangen (waarbij men de voorkeur geeft aan de deur tegenover een ingang of een deur), om als duidelijk tegenmiddel tegen het "boze" te dienen.

## Ander gebruik
De afbeelding van een nazar werd gebruikt als symbool op de staartvin van de vliegtuigen van de private luchtvaartmaatschappij Fly Air. Het werd ook gebruikt als logo voor CryEngine 3, een 'game engine' ontworpen door Crytek, een videospelletjesfirma die door drie Turkse broers werd opgericht.